# Dekonstrukció
A dekonstrukció vagy más néven dekonstruktivizmus a filozófiában egy posztmodern iskola, ahol Jacques Derrida használta a heideggeri leépítés, destrukció – Destruktion, Abbau – fordításaként (Grammatológia, 1967).
Derrida dekonstrukciója a metafizika alapstruktúrájának, architektúrájának, nyelvhasználatának, írásmódjának és intézményrendszerének lebontására, elemekre szedésére, rétegekre fejtésére irányul. Hasonlattal élve: a fogalmak lekopaszítására törekszik.
A dekonstrukció szakít azzal a hagyománnyal, amely az igazságot és a világ hű képét kereste, azt vallja, hogy minden eddigi olvasatot, rendszert le kell bontani (dekonstruálni, „rétegekre bontani”) és újra kell értelmezni. Tagadja az értelem- és beszédközpontúságot, és úgy véli, ha nem határozható meg egyetlen, érvényes igazság, akkor a filozófiai megközelítés is csak többféle lehet. A dekonstrukció nem a meglévő fogalmak elvetését jelenti, hanem bizonytalanná tételüket, megkérdőjelezésüket, újraértelmezésüket.
A dekonstrukció mint absztrakció annak a tudatosulása, hogy az ember nyelven keresztüli kiemelkedése tulajdonképpen végzetes, mert szükségszerűen saját elpusztulásához vezet. A nyelv a gyakorlatban ugyanis a valóság nevű absztrakciót lényegénél fogva meghamisítja és szembeállítja az összes egyéb módon, például észleléssel, érzékeléssel stb. szerzett – főleg a igaz és az igazság alapkategóriák körül szerzett kiábrándító tapasztalatával.
A dekonstrukció 1968 után az intézményrendszerek, az oktatás, a politika területén kezd hatni: „több, mint nyelv” tudatosításával (Mémoires pour Paul de Man, 1988). A kilencvenes évektől mint az adás, a vendégszeretet etikája jelenik meg – a dekonstrukció az igazságosság szinonimája.
Nietzsche, Freud és Heidegger ebből a szempontból proto-dekonstruktorok voltak.
Az amerikai irodalomtudományos dekonstrukció legfontosabb képviselője Paul de Man.